# Variant (munt)
Een variant (Engels: variety, variant, Duits: Variante) is in de numismatiek een munt of penning die met een licht verschillend stempel is geslagen. 